# Air-Cobot

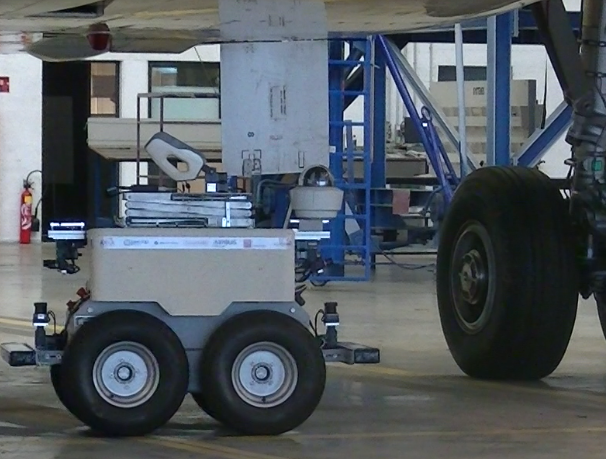
Aire-Cobot sota el ventre d'un Airbus A320 en un hangar.

Air-Cobot, acrònim d’Aircraft enhanced Inspection by smaRt & Collaborative rOBOT, és un projecte francès de recerca i desenvolupament d'un robot mòbil de col·laboració poden inspeccionar els avions durant les operacions de manteniment. Coordinat per Akka Technologies, aquest projecte de múltiples associats implica laboratoris de recerca i la indústria. La investigació al voltant d'aquest prototip va ser desenvolupat en tres dominis : la navegació autònoma, assaig no destructiu i la col·laboració humana-robot. El robot i els desenvolupaments investigacions relacionades han estat presentades en exposicions i conferències.
Air-Cobot es factura com el primer robot d'inspecció visual per a avions. S'han considerat anteriorment els robots d'inspecció amb altres tipus de sensors, com el del Projecte europeu Robair. Des del llançament del projecte, s'estan començant a desenvolupar altres solucions basades en la visió, com ara el drone de l'aerolínia britànica EasyJet o l'eixam de drones de l'startup de Tolosa de Llenguadoc Donecle o el projecte Aircam del fabricant Airbus.
Des de l'inici del projecte en 2013, el robot Air-Cobot es dedica a inspeccionar les parts inferiors d'un avió. En la continuació del projecte, hi ha la perspectiva d'acoblament amb un drone per inspeccionar les parts superiors d'un avió. A l'octubre de 2016, Airbus Group va llançar el seu projecte d'investigació sobre l'hangar del futur a Singapur. S'hi inclouen els robots dels projectes Air-Cobot i Aircam.